# Ignasi Barraquer i Barraquer
Doctor Ignasi Barraquer Barraquer (Barcelona, 25 de març de 1884 - 13 de maig de 1965) fou un metge oftalmòleg, considerat un dels més rellevants científics del món en la seva especialitat.
Neix en el si d'una família d'il·lustres científics i metges oftalmòlegs. Va ser alumne de l'IES Ramon Muntaner. L'any 1907 es llicencià en medicina i cirurgia; un any més tard, el 1908, aconsegueix el doctorat en oftalmologia. El 1910 es casa amb Josefina Moner i Raguer, amb la que tindrà set fills, dos dels quals seguiran el seu camí en el món de l'oftalmologia.
L'any 1947, crea a Barcelona l'Institut Barraquer d'Oftalmologia, destinat a l'estudi, investigació i docència d'aquesta disciplina de la ciència. Paral·lelament posa en marxa la Clínica Barraquer.
La seva obra ha continuat gràcies al treball dels seus fills Josep Ignasi i Joaquim, i als seus nets, que també s'han dedicat a l'oftalmologia aconseguint un gran prestigi internacional.

## Biografia

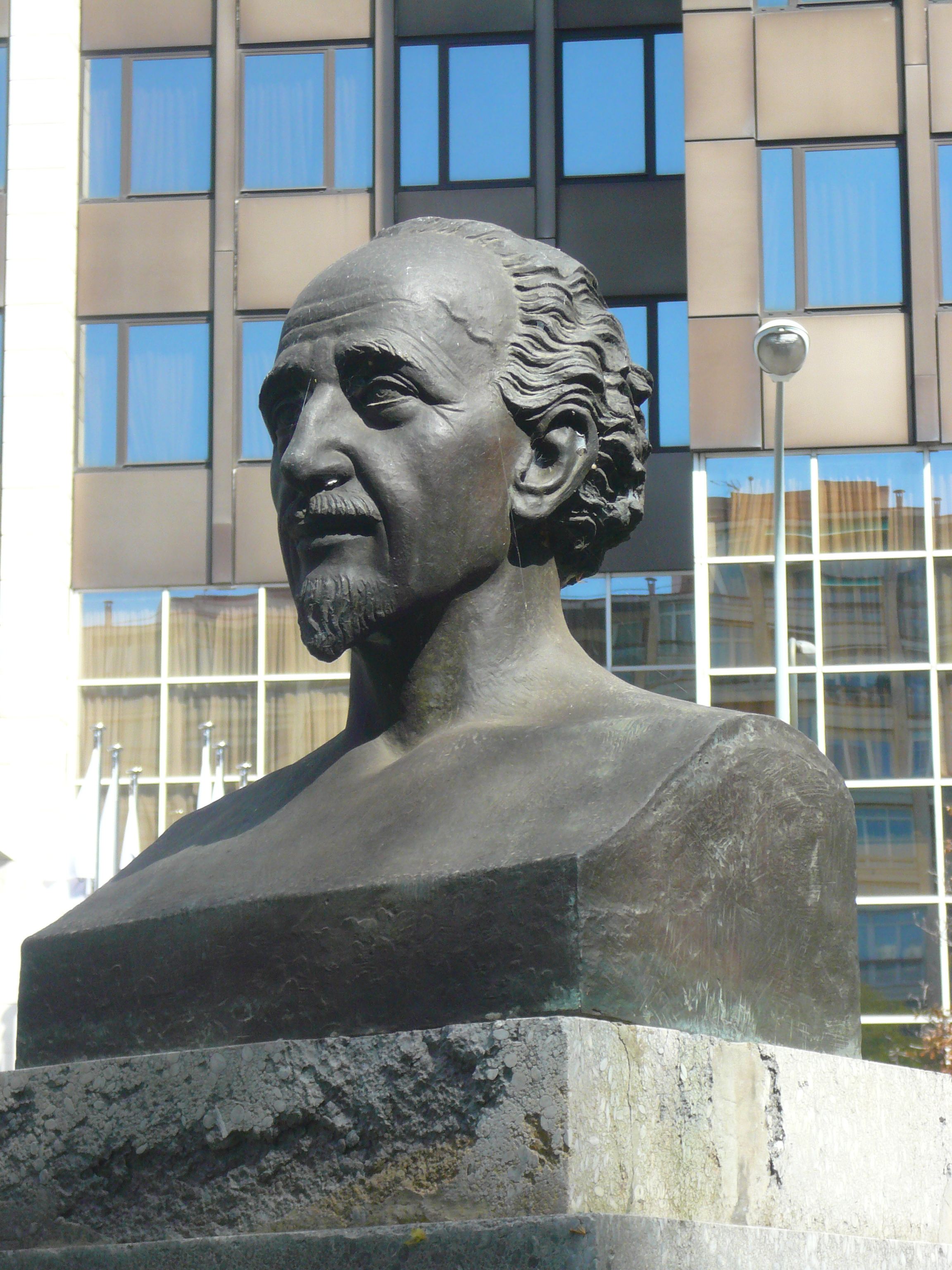
Escultura a Ignasi Barraquer de Frederic Marès (1967), a la plaça Doctor Ignasi Barraquer de Barcelona

Fill de Josep Antoni Barraquer i Roviralta, oftalmòleg de renom, i de la seva cosina, Concepció Barraquer i Garrigosa.
Des de ben petit, Ignasi aprèn les tècniques mèdiques del seu pare i assisteix a les operacions que practica, fins al punt que als 13 anys (1897) Ignasi realitza la seva primera intervenció i des dels 14 anys participa en les operacions que realitza el seu pare.
L'any 1900 el dr.Barraquer acaba el batxillerat amb molt bona nota (excel·lent), el curs següent (1901) estudia física i química a l'Institut General Tècnic de Barcelona; seguidament, l'any 1902 comença estudis d'Histologia a la Facultat de Medicina de París.
L'any 1904 escriu el seu primer treball científic titulat: "La tuberculosis del oído", essent publicat a La Gaceta Médica. Dos anys més tard assisteix com a meritori al Dispensari d'Oftalmologia de l'Hospital de la Santa Creu de Barcelona, lloc on inicià la seva pràctica mèdica: l'any 1907 Ignasi Barraquer finalitza la carrera de Medicina a la facultat de Barcelona i és nomenat metge auxiliar de l'Hospital de la Santa Creu, i es doctora en 1908. Posteriorment se'n va a París i a Montpeller on es dedica a treballar en diversos àmbits de la medicina com la histologia, l'anatomia patològica i l'embriologia. Retornant a Barcelona el Dr.Barraquer segueix cursos de mecànica, modelat i arts plàstiques a l'Escola d'Arts i Oficis de Barcelona i és nomenat, l'any 1909 professor auxiliar de la Càtedra d'Oftalmologia.
En el terreny personal, el 8 de gener de 1910, Ignasi Barraquer es va casar amb Josefina Moner i Raguer, amb la qual tindrà set fills, María Concha, María Antonia, María Teresa, José Ignacio, Joaquim, Mercedes i Carmen.
L'any 1917 El Dr.Barraquer construeix, després de proves diverses, l'erisífac (del grec phakós, lent i haíresis, hairéseos acció de treure, extreure), un aparell format per una ventosa adaptada a una bomba de buit que permet l'extracció del cristal·lí. Aquesta tècnica s'anomena facoèresi, també coneguda com l'operació(o procediment, o bé tècnica) de Barraquer. Amb el pas dels anys, en Barraquer la va perfeccionant; aquest mateix any publica el treball: "Quelques indications de la phacoérisis".
El 1918 és nomenat catedràtic d'oftalmologia de Barcelona, L'any següent publica el llibre "Extracción ideal de la catarata". En aquest treball assenyala:
«Evitar tota pressió sobre l'òrgan i l'ús d'instruments tallants, dins de les cambres oculars, és l'única manera de veure desaparèixer, amb tota seguretat la pèrdua d'humor vitri. Aquesta idea constituí el meu objectiu al posar en practica el meu procediment d'extracció "in toto" (...) Consisteix a adaptar a la superfície de la cataracta una petita ventosa que fa presa d'ella i permet la seva mobilització, la separació del lligament, de forma tan completa i suau, que tan sols cal retirar l'instrument, sense tracció ni força, per a veure sortir sencers el cristal·lí i la seva càpsula, amb gran facilitat, sense la menor violència per l'ull; no és necessària cap compressió, ni l'entrada en l'ull de cap altre instrument».
L'any 1920 presenta al Primer Congreso Nacional de Medicina els treballs Crítica de los métodos modernos de extracción de la catarata i Sobre mil facoérisis, també parlà vers la seva experiència vers aquesta intervenció al Congrés Internacional d'Oftalmologia celebrat a Washington el 1922. El 1923 publicà un balanç de l'aplicació del seu procediment titulat La enseñanza de siete años de facoérisis a la revista La Medicina Íbera. La tècnica del Dr.Barraquer fou emprada ràpidament per tot el món. La tècnica emprada anteriorment emprava una pinça en lloc d'una ventosa fet que complicava l'operació. Com anècdota, en un congrés internacional d'oftalmologia, on es discutien ambdues tècniques, el Dr.Barraquer, en mig d'una gran expectació i per tal de defensar la seva tècnica digué: «Senyors, comparin vostès la pinça de pressió del cristal·lí amb l'ungla d'un gat i la meva ventosa amb els llavis d'una dona bonica. Què preferirien sentir vostès a la seva galta?». Amb aquestes paraules la discussió es va donar per acabada.
Quan es produeix la vacant de la càtedra d'Oftamologia de la Universitat de Barcelona, Ignasi Barraquer hi treballa amb el seu pare, que era el titular de l'assignatura i entre 1919 i 1923 exerceix de catedràtic interí de la seva especialitat i el 1921 és nomenat professor encarregat de la càtedra d'Oftalmologia.
El febrer de 1925 organitza una reunió d'oftalmòlegs espanyols i francesos a Barcelona sota el lema “Compenetración y fraternidad profesional hispanofrancesa”. Arran d'aquesta reunió naixerà la Societat oftalmològica de Barcelona.
L'any 1926 té un accident de cotxe, en el qual es fractura la tíbia. Les seqüeles de l'accident li deixen una limitació funcional a la cama que no li permet caminar correctament; ell mateix s'inventarà una pròtesi exterior que li permetrà caminar normalment la resta de la seva vida.
L'any 1928 obté la plaça de metge numerari a l'Hospital de la Santa Creu i Sant Pau. L'any següent, el 1929 mostrà a les eminències de París un procediment nou i revolucionari per operar les cataractes (la inspiració d'aquest prové de l'observació de sangoneres, gràcies a això el Dr. Barraquer ideà la tècnica).
El 1931 publica “Operación de la catarata senil”, dos anys més tard, el 1933, escriu dos treballs sobre tècniques quirúrgiques: la correcció de l'estrabisme i la escleroiridectomia en el glaucoma.
Els èxits acadèmics se succeïxen, el 1935 és nomenat acadèmic de la secció de Cirurgia de l'Acadèmia de Medicina de Barcelona.
Aquest mateix any comencen les obres de la seva clínica, però la complicada situació política l'obliga a deixar Barcelona. Durant la Guerra civil es desplaça a França i després a Tànger, on treballa com a cirurgià ocular.
El 1939 és nomenat capitán honorario del Ejército, pels seus serveis a aquest. En acabar la Guerra Civil, es converteix en cap del Servei d'Oftalmologia de la Creu Roja i es reprenen les obres de construcció de la Clínica Barraquer, en la qual el dr.Barraquer intervé molt directament tant en la distribució dels espais com en el disseny del mobiliari. Dos anys més tard (1941) s'inaugura la Clínica Barraquer, un edifici d'estil art déco de 3 pisos, 30 llits, 5 despatxos i 1 sala d'operacions.
El 1947 crea l'Institut Barraquer, que amb el temps es va convertir en un punt de referència de l'oftalmologia mundial. També funda i dirigeix els "Estudios e informaciones oftalmológicos", els quals es reanomenaran, posteriorment (el 1957), "Anales del Instituto Barraquer". Publica el treball: "Secuelas de la quistitomía".
El 1953 escriu "La evolución de la facoéresis".
El 13 de maig de 1965 el Dr. Barraquer mor a Barcelona. Seguint els seus desitjos, el seu fill Joaquim va trasplantar les còrnies a la dona d'un paleta de Ciudad Real i a un oficinista que havia vingut de Líbia a operar-se.

## La Clínica i la Fundació
La seva obra més coneguda és, sens dubte, la nova Clínica Barraquer que es va inaugurar el mes de setembre de 1940. En aquesta el Dr.Barraquer, a més de la tasca assistencial, va desenvolupar una extensa activitat docent. La Clínica Barraquer va ser, possiblement, el primer intent seriós de crear un centre assistencial on poguessin gaudir d'una assistència d'idèntica qualitat els malalts rics i els pobres. La Clínica, a més de tenir llits de pràctica privada, en tenia, ja des d'un començament, alguns de beneficència. Ignasi Barraquer, després de dimitir com a cap de Servei de Sant Pau (inicialment volgué situar el seu projecte en el recinte d'aquest hospital, però abans de la Guerra Civil, topà amb la Muy Ilustre Administración de l'hospital), es dedicà en cos i ànima al seu nou centre, en el qual invertí bona part del seu patrimoni familiar.
Ignasi Barraquer, junt amb la seva esposa, fundà el 15 d'abril de 1947 l'Institut Barraquer, a la memòria del seu pare, Josep A. Barraquer i Roviralta. L'Institut Barraquer és una associació científica independent i autofinançada, dedicada a la investigació i a l'ensenyament de l'oftalmologia, a l'intercanvi d'idees i descobriments científics, a la millora i difusió de les teràpies mèdiques i quirúrgiques, i a la promoció general de l'oftalmologia. L'any 1973 la Clínica i l'Institut es van unificar sota el mateix nom: Centre d'Oftalmologia Barraquer.